# Броненосцы типа «Трафальгар»
Броненосцы типа «Трафальгар» (англ. Trafalgar class turret ships, иногда Trafalgar class battleships) — серия британских броненосцев периода 1880-х — 1890-х годов. 
Были заложены в рамках бюджета на 1886 год и явились ответом на требования военных по созданию кораблей, более защищённых по сравнению с предшествовавшими типами «Адмирал» и «Виктория». Тип «Трафальгар» являлся крупнейшими и наиболее защищёнными башенными броненосцами своего времени, а также последними британскими броненосцами «пробного» периода, завершившегося выработкой «стандартного» типа броненосца в виде серии «Ройял Соверен». Всего в 1886—1891 годах было построено два корабля типа «Трафальгар»; благодаря проведённой к тому времени реорганизации судостроительных предприятий постройку броненосцев удалось провести в рекордно короткий срок, хотя задержки с поставками орудий главного калибра затянули вступление кораблей в строй на целый год. В 1911 году броненосцы типа «Трафальгар» были выведены из состава флота и в 1911—1912 годах пущены на слом.

## История
Броненосцы типа «Адмирал», хотя и считались весьма удачными для своего времени, все же подвергались частой критике за недостаточную защищенность. Оппоненты указывали, что броневой пояс на кораблях типа «Адмирал» защищает лишь ничтожную часть борта, и настолько низок, что при полной загрузке почти скрывается под водой. Французские броненосцы — на тот момент считавшиеся основным возможным противником — традиционно имели мощную батарею вспомогательных орудий среднего калибра, которая могла фугасными снарядами разбить низкий незащищенный борт «Адмиралов»; волны, захлестывая поврежденные борта «Адмиралов» могли, в таком случае, привести к скоплению воды внутри броненосцев, и их опрокидыванию из-за потери остойчивости.
Также высказывались сомнения в эффективности защиты открытых башенных установок по сравнению с закрытыми вращающимися башнями.
В качестве ответа на эту критику, британское адмиралтейство подготовило проект двух новых броненосцев, представлявших собой радикальный шаг в сторону улучшения броневой защиты. Концептуально, они представляли собой возвращение к идее низкобортного двухбашенного броненосца, последний раз воплощенного в британском флоте в кораблях типа «Девастейшен». За счет увеличения длины броневого пояса и расположения орудий во вращающихся броневых башнях, адмиралы надеялись получить корабли, при сопоставимых с «Адмиралами» характеристиках, имеющие лучшую защищенность. Платой стал рост водоизмещения — новые броненосцы впервые перешагнули за предел в 12000 тонн.
Во время закладки этих кораблей, стремительное совершенствование торпедного оружия привело к тому, что некоторые адмиралы даже высказывали предположение, что броненосцы типа «Трафальгар» будут последними броненосными кораблями, когда-либо построенными. Этот прогноз не оправдался.

## Конструкция
По конструкции, броненосцы типа «Трафальгар» были ближе к старым кораблям типа «Девастейшен», чем к непосредственным предшественникам типа «Адмирал». Это были низкобортные двухбашенные броненосцы, с большой площадью бронирования. Их полное водоизмещение превышало 12590 тонн.
Они имели стандартную для британских броненосцев архитектуру с гладкой палубой и прямоугольной надстройкой в центре корпуса, между орудийными башнями. Две трубы располагались в центре корпуса бок-о-бок — расположение, длительное время являвшееся стандартным в британском флоте. Единственная мачта с двумя марсами была смонтирована в кормовой части надстройки.

### Вооружение
Основное вооружение броненосцев типа «Трафальгар» составляли четыре стандартные для британского флота 343-миллиметровые 30-калиберные пушки. Разработанные для броненосцев типа «Адмирал», эти орудия весили 67 тонн каждое, и считались сильнейшими в своем классе. Их снаряд весом в 600 килограммов развивал начальную скорость до 614 метров в секунду; на дистанции в 1000 метров, такой снаряд мог пробить плиту из кованого железа толщиной в 71 сантиметр. Скорострельность их была невысока, и составляла не более одного выстрела в 3-4 минуты.
Главной проблемой этих мощных орудий была сложность их производства. Задача массового изготовления столь мощных пушек оказалась непосильна даже для британской промышленности; все сроки производства оказались полностью сорваны, и к моменту спуска кораблей типа «Трафальгар» на воду, ни одно орудие этого типа не было принято на вооружение. Задержки с изготовлением 343-мм пушек задержали ввод броненосцев в строй почти на год.
Вспомогательное вооружение кораблей первоначально должно было состоять из восьми казенозарядных 127-мм 25-калиберных пушек. Но к моменту спуска броненосцев типа «Трафальгар» на воду, оружейники «Армстронг Уитворт» разработали новое скорострельное 120-миллиметровое орудие, использовавшее унитарные снаряды с металлическими гильзами. За счет этого, новые пушки развивали впечатляющий темп стрельбы в 5-6 выстрелов в минуту, позволяя эффективно поражать небронированные корабли противника и небронированные части его броненосцев. Шесть таких орудий (по три с каждого борта) было установлено в бронированной батарее в надстройке кораблей.
Для защиты от миноносцев противника, броненосцы типа «Трафальгар» были вооружены восемью 6-фунтовыми и шестью 3-фунтовыми скорострельными орудиями Гочкисса, расположенными на крыше надстройки. В рамках тактических воззрений того времени, на броненосцы установили торпедное вооружение; по одному поворотному надводному 356-миллиметровому торпедному аппарату размещалось в носу и корме соответственно, и по одному подводному (стреляющему перпендикулярно курсу) в центре корпуса с каждого борта. Торпеды предназначались как средство поражения противника в ближнем бою — в основном на случай промаха при таранной атаке — и как средство защиты от попытки тарана со стороны неприятеля.

### Броневая защита
Броневая защита была спроектирована так, чтобы исправить все недостатки, отмеченные у кораблей типа «Адмирал» — в первую очередь это касалось площади бронирования. Броненосцы типа «Трафальгар» имели броневой пояс по ватерлинии, защищавший почти 2/3 длины корабля; пояс был изготовлен из сталежелезной брони «Компаунд», произведенной спайкой наложенных друг на друга стальной и железной плит. Высота пояса составляла 2,2 метра, из которых над ватерлинией выступали менее 1 метра. Его толщина в центре корпуса достигала чудовищной цифры в 508 миллиметров! К оконечностям, пояс сужался до 356 миллиметров и замыкался траверзными переборками толщиной в 406 миллиметров.
Вся центральная часть корпуса корабля, между башнями главного калибра, представляла собой единую бронированную цитадель, по высоте достигавшую верхней палубы. Толщина бронирования цитадели составляла от 420 и до 457 миллиметров. По краям, цитадель замыкалась двумя V-образными траверзами, защищавшими основание башен главного калибра.
Башни главного калибра были старомодными цилиндрическими башнями, установленными на верхней палубе. Они были защищены 457 миллиметровой броней. Батарея вспомогательной артиллерии была защищена 152 миллиметровыми плитами; чтобы один пробивший броню снаряд не вывел из строя все вспомогательные орудия одновременно, в ходе постройки батарею разделили поперечными броневыми переборками на отдельные казематы.
Горизонтальную защиту обеспечивала броневая палуба, изготовленная из стали. Её толщина составляла порядка 76 миллиметров. Палуба проходила по нижней кромке броневого пояса ниже ватерлинии; в оконечностях, края палубы резко загибались вниз.

### Силовая установка
Корабли типа «Трафальгар» приводились в движение двумя паровыми машинами тройного расширения; «Трафальгар» получил машины конструкции Хэмпфри, а «Нил» — конструкции Мадсли. Шесть двойных цилиндрических котлов обеспечивали достаточно пара для того, чтобы развить полную мощность в 7500 л.с. Скорость на мерной миле составила 15 узлов - однако, из-за низкого надводного борта, корабли на ходу сильно заливало, и на практике они редко когда могли развить больше 13-14 узлов. Как и у других броненосцев того времени, существовала возможность форсировать машины, усиленно нагнетая воздух в трубки котлов; при этом мощность повышалась до 12000 л.с., а скорость до 16,75 узлов. Форсировка была ненадежна и могла привести к поломке машины, поэтому полагаться на неё было невозможно.

## Служба
Невысокие мореходные качества броненосцев типа «Трафальгар», обусловленные недостаточной высотой надводного борта, ограничивали возможности их применения. Первые годы своей службы броненосцы этого типа провели в составе Средиземноморского флота, вторым флагманом которого стал «Трафальгар», и в боевых действиях участия никогда не принимали. В 1897—1898 годах оба броненосца были возвращены в Великобританию и выведены из боевого состава флота, используясь в качестве кораблей портовой охраны. В 1902—1903 годах выведены в резерв, при этом «Нил» использовался в качестве учебного корабля. После реорганизации Флота метрополии в 1909 году броненосцы типа «Трафальгар» были зачислены в состав 4-го его дивизиона. В 1911 году броненосцы типа «Трафальгар» были выведены из состава флота и в 1911—1912 годах пущены на слом.

## Представители
| Название               | Верфь               | Закладка       | Спуск на воду    | Вступление в строй | Судьба                |
| ---------------------- | ------------------- | -------------- | ---------------- | ------------------ | --------------------- |
| «Трафальгар» Trafalgar | Portsmouth Dockyard | 18 января 1886 | 29 сентября 1887 | март 1890          | продан на слом в 1911 |
| «Нил» Nile             | Pembroke Dockyard   | 8 апреля 1886  | 27 марта 1888    | 10 июля 1891       | продан на слом в 1912 |

## Оценка проекта
Броненосцы типа «Трафальгар» были ответом на критику схемы защиты, применявшейся на предшествующих британских броненосцах. На кораблях типа «Адмирал» и «Виктория», господствовавшая в британском флоте концепция цитадельного бронирования — направленная в первую очередь на защиту жизненно важных частей от огня медленно стреляющих тяжелых орудий с большой пробивной силой снаряда — дошла почти до абсурда. Броневой пояс «Адмиралов» прикрывал лишь ничтожную часть их надводного борта, оставляя большую часть корпуса корабля открытой для поражения даже легкими снарядами. В бою, такой корабль мог быть разбит фугасными снарядами, набрать воды через пробоины в незащищенном борту, потерять остойчивость и затонуть, даже если его броня ни разу не была пробита.
На «Трафальгарах» проблему решили радикально, защитив большую часть ватерлинии и всю центральную цитадель корабля от снарядов. Вес брони при этом возрос до чудовищной величины, приведя к радикальному росту водоизмещения. Несмотря на отданный защите приоритет, корабли типа «Трафальгар» были хорошо вооружены и достаточно быстроходны.
В целом, этот тип кораблей был несомненной удачей британского кораблестроения — но к моменту их появления, в британском адмиралтействе наконец-то осознали недостатки низкобортных броненосцев, доминировавших в британском флоте более полутора десятилетий. Хотя в бою низкобортные корабли имели ряд преимуществ, их низкая мореходность была существенным недостатком; в непогоду, волны захлестывали их низкие палубы, усиливая качку и приводя к потере скорости. Такие корабли не были в полной мере приспособлены к дальним океанским операциям — а именно такие действия и были основной стратегией британского флота. В результате, корабли типа «Нил» не получили прямого развития, хотя опыт их постройки был использован при проектировании броненосцев типа «Роял Соверен»,